# Gran Premio del Brasile 2007
Il Gran Premio del Brasile 2007 si è svolto il 21 ottobre 2007 sul Circuito di Interlagos.
È stata l'ultima prova della stagione 2007 di Formula 1 e per la prima volta dal 1986 furono tre i piloti a contendersi il titolo: Lewis Hamilton, Fernando Alonso e Kimi Räikkönen, con la vittoria che andò a quest'ultimo. Inoltre è stata l'ultima partecipazione in Formula 1 per Ralf Schumacher tra i piloti, e per la Spyker tra i team.

## Vigilia
Lewis Hamilton arriva in Brasile da leader del mondiale, con 107 punti, davanti al compagno di squadra Fernando Alonso di 4 punti e al ferrarista Kimi Räikkönen di 7. Durante il precedente appuntamento, il britannico ha avuto l'occasione di chiudere il campionato in suo favore, ma un ritiro causato dagli pneumatici troppo usurati ha di fatto rimesso in corsa sia Alonso (secondo al traguardo, che aveva un distacco di 12 punti) e soprattutto Räikkönen (vincitore, che aveva un distacco di 17 punti). In virtù della spy story, in seguito a cui la McLaren è stata squalificata dal mondiale costruttori, la Ferrari si presenta come campione del mondo costruttori.
Alexander Wurz annuncia il ritiro dalla Formula 1 dopo il Gran Premio di Cina: al suo posto, sulla Williams, debutta il giapponese Kazuki Nakajima. Anche Ralf Schumacher, un anno dopo il fratello, corre l'ultimo Gran Premio di Formula 1.

### Analisi per il campionato piloti
I tre piloti in lizza per il titolo mondiale sono i due piloti della McLaren, Lewis Hamilton e Fernando Alonso, e il pilota della Ferrari Kimi Räikkönen. In caso di arrivo a pari punti, conta il maggior numero di piazzamenti (maggior numero di vittorie, maggior numero di secondi posti, eccetera).
Lewis Hamilton diventa campione del mondo se:
- vince o arriva secondo
- arriva terzo, quarto o quinto e Alonso arriva secondo
- arriva sesto o settimo, Alonso arriva terzo e Räikkönen arriva secondo
- arriva ottavo, Alonso arriva quarto e Räikkönen arriva terzo
- arriva nono o peggio, Alonso arriva quinto e Räikkönen arriva terzo

Fernando Alonso diventa campione del mondo se:
- vince e Hamilton arriva terzo
- arriva secondo e Hamilton arriva sesto
- arriva terzo, Hamilton arriva ottavo e Räikkönen arriva secondo
- arriva quarto, Hamilton arriva nono o peggio e Räikkönen arriva terzo

Kimi Räikkönen diventa campione del mondo se:
- vince, Hamilton arriva sesto e Alonso arriva terzo
- arriva secondo, Hamilton arriva ottavo e Alonso arriva quarto

| Pos | Pilota          | 1º | 2º | 3º | 4º | 5º | 6º | 7º | 8º | Punti |
| --- | --------------- | -- | -- | -- | -- | -- | -- | -- | -- | ----- |
| 1   | Lewis Hamilton  | 4  | 5  | 3  | 1  | 1  | 0  | 0  | 0  | 107   |
| 2   | Fernando Alonso | 4  | 4  | 3  | 1  | 1  | 0  | 2  | 0  | 103   |
| 3   | Kimi Räikkönen  | 5  | 2  | 4  | 1  | 1  | 0  | 0  | 1  | 100   |

| Pilota          | Risultato (punti totali) | Risultato (punti totali) | Punti massimi dei rivali (punti totali nel caso) | Punti massimi dei rivali (punti totali nel caso) | Punti massimi dei rivali (punti totali nel caso) |
| Pilota          | Risultato (punti totali) | Risultato (punti totali) | Hamilton                                         | Alonso                                           | Räikkönen                                        |
| --------------- | ------------------------ | ------------------------ | ------------------------------------------------ | ------------------------------------------------ | ------------------------------------------------ |
| Lewis Hamilton  | 1º                       | 117                      |                                                  | -                                                | -                                                |
| Lewis Hamilton  | 2º                       | 115                      | -                                                | -                                                |                                                  |
| Lewis Hamilton  | 3º                       | 113                      | 2º (111)                                         | -                                                |                                                  |
| Lewis Hamilton  | 4º                       | 112                      | 2º (111)                                         | -                                                |                                                  |
| Lewis Hamilton  | 5º                       | 111                      | 2º (111)                                         | -                                                |                                                  |
| Lewis Hamilton  | 6º                       | 110                      | 3º (109)                                         | 2º (108)                                         |                                                  |
| Lewis Hamilton  | 7º                       | 109                      | 3º (109)                                         | 2º (108)                                         |                                                  |
| Lewis Hamilton  | 8º                       | 108                      | 4º (108)                                         | 3º (106)                                         |                                                  |
| Lewis Hamilton  | >9º                      | 107                      | 5º (107)                                         | 3º (106)                                         |                                                  |
| Fernando Alonso | 1º                       | 113                      | 3º (113)                                         |                                                  | -                                                |
| Fernando Alonso | 2º                       | 111                      | 6º (109)                                         | -                                                |                                                  |
| Fernando Alonso | 3º                       | 109                      | 8º (108)                                         | 2º (108)                                         |                                                  |
| Fernando Alonso | 4º                       | 108                      | >9º (107)                                        | 3º (106)                                         |                                                  |
| Kimi Räikkönen  | 1º                       | 110                      | 6º (110)                                         | 3º (109)                                         |                                                  |
| Kimi Räikkönen  | 2º                       | 108                      | 8º (108)                                         | 4º (108)                                         |                                                  |

## Qualifiche

### Risultati
| Pos | Nome                 | Costruttore        | Q1       | Q2       | Q3       | Griglia |
| --- | -------------------- | ------------------ | -------- | -------- | -------- | ------- |
| 1   | Felipe Massa         | Ferrari            | 1'12"303 | 1'12"374 | 1'11"931 | 1       |
| 2   | Lewis Hamilton       | McLaren-Mercedes   | 1'13"033 | 1'12"296 | 1'12"082 | 2       |
| 3   | Kimi Räikkönen       | Ferrari            | 1'13"016 | 1'12"161 | 1'12"322 | 3       |
| 4   | Fernando Alonso      | McLaren-Mercedes   | 1'12"895 | 1'12"637 | 1'12"356 | 4       |
| 5   | Mark Webber          | Red Bull-Renault   | 1'13"081 | 1'12"855 | 1'12"928 | 5       |
| 6   | Nick Heidfeld        | BMW Sauber         | 1'13"472 | 1'13"009 | 1'13"081 | 6       |
| 7   | Robert Kubica        | BMW Sauber         | 1'13"085 | 1'12"641 | 1'13"129 | 7       |
| 8   | Jarno Trulli         | Toyota             | 1'13"470 | 1'12"832 | 1'13"195 | 8       |
| 9   | David Coulthard      | Red Bull-Renault   | 1'13"264 | 1'13"374 | 1'13"272 | 9       |
| 10  | Nico Rosberg         | Williams-Toyota    | 1'13"707 | 1'12"752 | 1'13"477 | 10      |
| 11  | Rubens Barrichello   | Honda              | 1'13"661 | 1'12"932 |          | 11      |
| 12  | Giancarlo Fisichella | Renault            | 1'13"482 | 1'12"968 |          | 12      |
| 13  | Sebastian Vettel     | Toro Rosso-Ferrari | 1'13"853 | 1'13"058 |          | 13      |
| 14  | Vitantonio Liuzzi    | Toro Rosso-Ferrari | 1'13"607 | 1'13"251 |          | 14      |
| 15  | Ralf Schumacher      | Toyota             | 1'13"767 | 1'13"783 |          | 15      |
| 16  | Jenson Button        | Honda              | 1'14"054 | 1'13"702 |          | 16      |
| 17  | Heikki Kovalainen    | Renault            | 1'14"078 |          |          | 17      |
| 18  | Takuma Satō          | Super Aguri-Honda  | 1'14"098 |          |          | 18      |
| 19  | Kazuki Nakajima      | Williams-Toyota    | 1'14"417 |          |          | 19      |
| 20  | Anthony Davidson     | Super Aguri-Honda  | 1'14"596 |          |          | 20      |
| 21  | Adrian Sutil         | Spyker-Ferrari     | 1'15"217 |          |          | 21      |
| 22  | Sakon Yamamoto       | Spyker-Ferrari     | 1'15"487 |          |          | 22      |

## Gara

### Cronaca

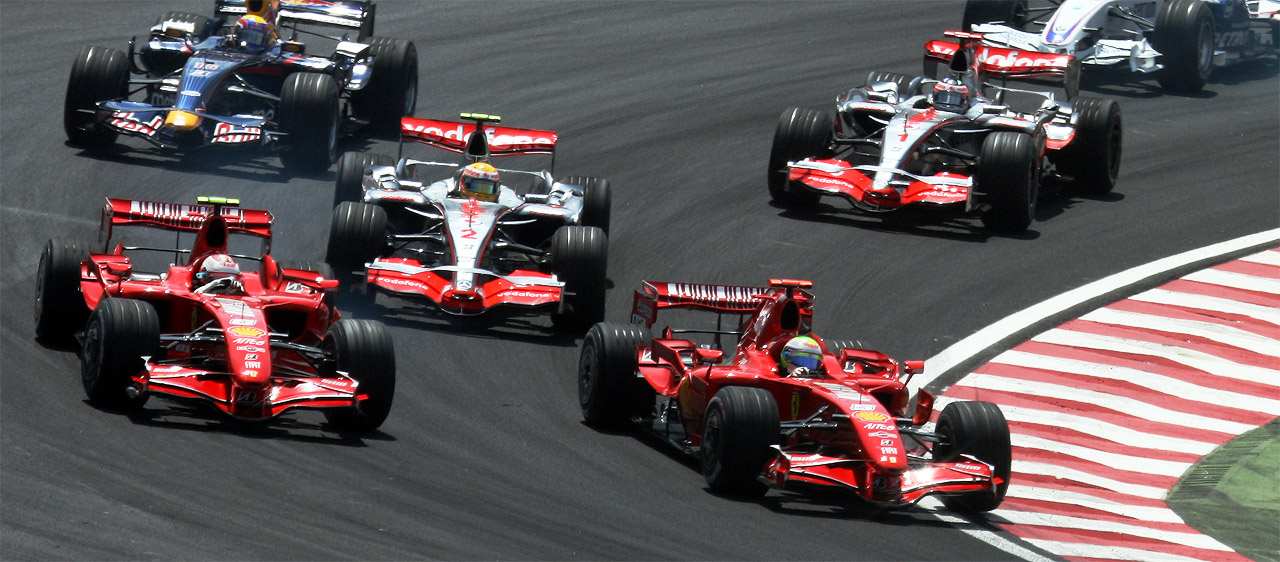
La partenza del Gran Premio, con l'ottimo scatto delle Ferrari che vanno a guidare la gara fin dalla prima curva.

Il Gran Premio del Brasile è decisivo per l'assegnazione del titolo. Rimane favorito Hamilton, che ha quattro punti di vantaggio su Alonso e ben sette su Räikkönen. Alla partenza, l’inglese si fa infilare dal ferrarista Räikkönen, si disunisce, consentendo il passaggio anche del compagno di squadra. Hamilton, in preda a furia cieca, prova a contrattaccare in curva 4, ma finisce lungo e scende all’ottavo posto. Dietro ai primi tre, sono Mark Webber, Robert Kubica e Nick Heidfeld. Hamilton passa subito Jarno Trulli alla prima staccata del secondo giro e sale al settimo posto.
Dopo qualche giro l’inglese passa anche Heidfeld mentre Kubica ha la meglio su Webber. Improvvisamente, nel corso dell’ottavo giro, la McLaren dell'inglese rallenta a causa di un problema al cambio, forse per un errore del pilota stesso, perdendo una trentina di secondi e scivolando al diciottesimo posto. 
In testa intanto, le Ferrari fanno corsa a parte, uniche a girare con regolarità sul 1’13”, prendendo un buon vantaggio su Alonso, che è in quel momento virtualmente leader del mondiale, anche se, nella realtà non padrone del proprio destino. La prima tornata di rifornimenti dei leader è aperta da Massa al giro 20, seguito da Räikkönen un giro dopo, e dalla due McLaren al ventiduesimo. Hamilton, che a suon di sorpassi era risalito al decimo posto, anche grazie al ritiro di Webber, scende di nuovo al quattordicesimo. L’inglese imbarca poca benzina, montando gomme soft, che, come spesso accaduto durante l’anno, sembrano funzionare solo sulla Ferrari. Al 32º giro Kubica passa Alonso; il polacco è su una strategia a tre stop, come Hamilton che torna infatti ai box a metà gara mentre è nono. Rientrando in pista, l’inglese viene doppiato dalle due Ferrari, ma soprattutto il suo distacco dalla quinta posizione non scende in maniera apprezzabile. Al cinquantesimo giro Massa effettua il secondo rifornimento; i tre giri in più consentono a Räikkönen lo scambio di posizioni decisivo in chiave iridata. Alonso è solitario terzo.

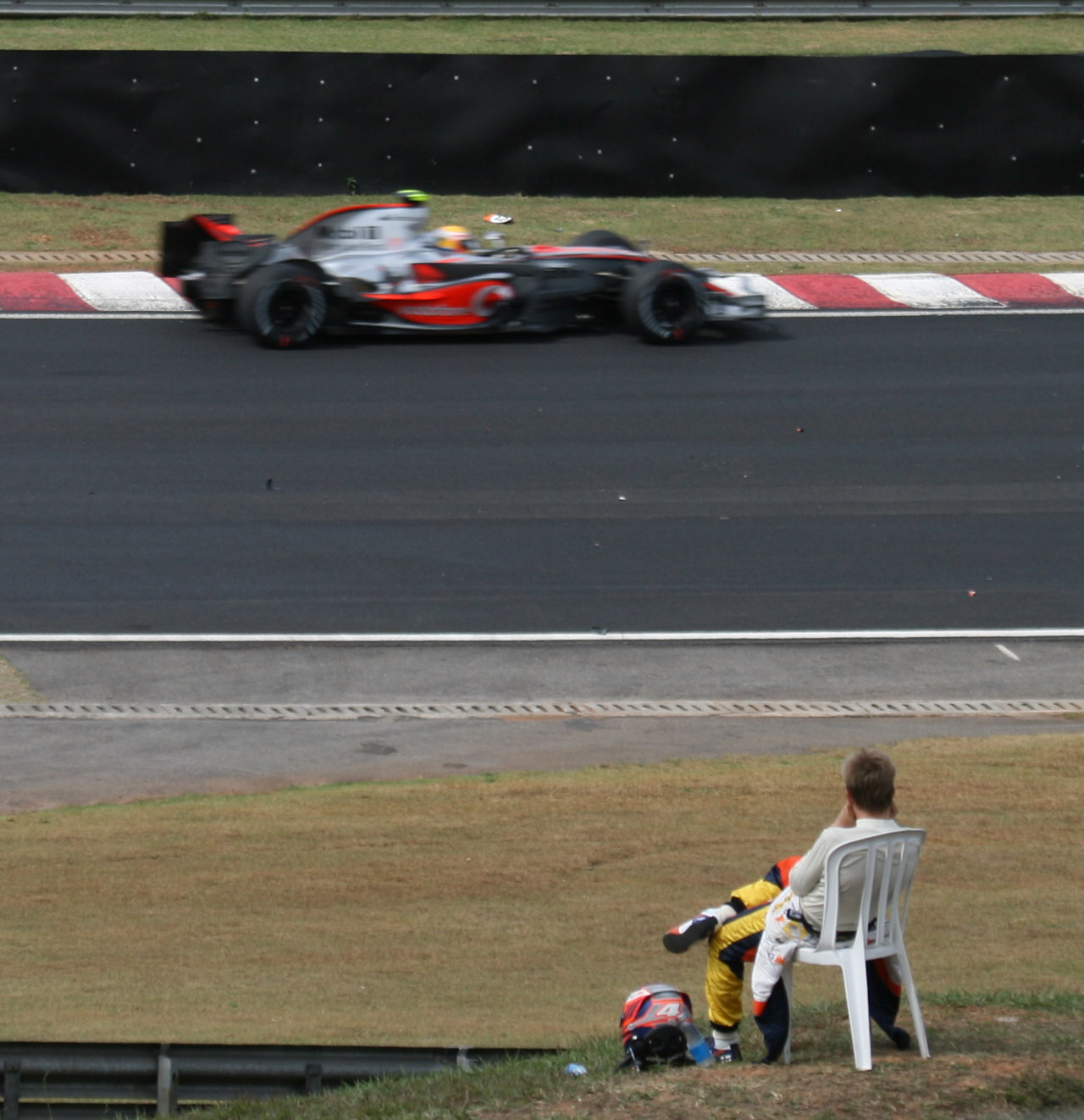
Il ritirato Heikki Kovalainen guarda passare la McLaren di Lewis Hamilton

Dopo il terzo rifornimento, Hamilton torna in pista nono e passa subito David Coulthard, ottenendo anche il giro più veloce. La speranza per l’inglese è nell’accesa lotta per le posizioni dalla quarta alla sesta che vede coinvolti, nell’ordine, Heidfeld, Nico Rosberg e Kubica. Al sessantesimo giro Rosberg entra di forza all’interno di Heidfeld alla prima curva, costringendolo ad andare largo e favorendo il doppio sorpasso di Kubica. Nel finale il polacco, in crisi con le gomme soft, subisce il sorpasso di un Rosberg perfetto, alla miglior gara in carriera. Hamilton sale al settimo posto quando Jarno Trulli effettua, a sua volta, la terza sosta a pochi giri dal termine,  ma resta ad una decina di secondi da Heidfeld.
Grazie alla vittoria ed ai contemporanei piazzamenti dei due piloti McLaren, Räikkönen riesce così a conquistare il suo primo titolo mondiale con solo un punto di margine su Hamilton e Alonso, che terminano il mondiale appaiati.
A fine gara, però, dopo i festeggiamenti del podio, si sospetta che le benzine di Williams e BMW siano alcuni gradi sotto il limite consentito, ma i commissari di gara assolvono i due team. La McLaren farà poi ricorso ma senza successo; la Ferrari e Räikkönen sono campioni del mondo, con il finlandese capace di capitalizzare gli errori altrui, con una grande seconda parte di stagione.

### Risultati
| Pos | N° | Pilota               | Costruttore        | Giri | Tempo/Ritiro/Media          | Griglia | Punti |
| --- | -- | -------------------- | ------------------ | ---- | --------------------------- | ------- | ----- |
| 1   | 6  | Kimi Räikkönen       | Ferrari            | 71   | 1h28'15"270 - 207.972 km/h  | 3       | 10    |
| 2   | 5  | Felipe Massa         | Ferrari            | 71   | +1"493                      | 1       | 8     |
| 3   | 1  | Fernando Alonso      | McLaren-Mercedes   | 71   | +57"019                     | 4       | 6     |
| 4   | 16 | Nico Rosberg         | Williams-Toyota    | 71   | +1'02"848                   | 10      | 5     |
| 5   | 10 | Robert Kubica        | BMW Sauber         | 71   | +1'10"957                   | 7       | 4     |
| 6   | 9  | Nick Heidfeld        | BMW Sauber         | 71   | +1'11"317                   | 6       | 3     |
| 7   | 2  | Lewis Hamilton       | McLaren-Mercedes   | 70   | +1 giro                     | 2       | 2     |
| 8   | 12 | Jarno Trulli         | Toyota             | 70   | +1 giro                     | 8       | 1     |
| 9   | 14 | David Coulthard      | Red Bull-Renault   | 70   | +1 giro                     | 9       |       |
| 10  | 17 | Kazuki Nakajima      | Williams-Toyota    | 70   | +1 giro                     | 19      |       |
| 11  | 11 | Ralf Schumacher      | Toyota             | 70   | +1 giro                     | 15      |       |
| 12  | 22 | Takuma Satō          | Super Aguri-Honda  | 69   | +2 giri                     | 18      |       |
| 13  | 18 | Vitantonio Liuzzi    | Toro Rosso-Ferrari | 69   | +2 giri                     | 14      |       |
| 14  | 23 | Anthony Davidson     | Super Aguri-Honda  | 68   | +3 giri                     | 20      |       |
| Rit | 20 | Adrian Sutil         | Spyker-Ferrari     | 43   | Freni                       | 21      |       |
| Rit | 8  | Rubens Barrichello   | Honda              | 40   | Motore                      | 11      |       |
| Rit | 4  | Heikki Kovalainen    | Renault            | 35   | Incidente                   | 17      |       |
| Rit | 19 | Sebastian Vettel     | Toro Rosso-Ferrari | 34   | Idraulica                   | 13      |       |
| Rit | 7  | Jenson Button        | Honda              | 20   | Motore                      | 16      |       |
| Rit | 15 | Mark Webber          | Red Bull-Renault   | 14   | Scatola del cambio          | 5       |       |
| Rit | 21 | Sakon Yamamoto       | Spyker-Ferrari     | 2    | Collisione con G.Fisichella | 22      |       |
| Rit | 3  | Giancarlo Fisichella | Renault            | 2    | Collisione con S.Yamamoto   | 12      |       |

## Classifiche Mondiali

### Piloti
| Pos | Pilota               | Punti |
| --- | -------------------- | ----- |
| 1   | Kimi Räikkönen       | 110   |
| 2   | Lewis Hamilton       | 109   |
| 3   | Fernando Alonso      | 109   |
| 4   | Felipe Massa         | 94    |
| 5   | Nick Heidfeld        | 61    |
| 6   | Robert Kubica        | 39    |
| 7   | Heikki Kovalainen    | 30    |
| 8   | Giancarlo Fisichella | 21    |
| 9   | Nico Rosberg         | 20    |
| 10  | David Coulthard      | 14    |
| 11  | Alexander Wurz       | 13    |
| 12  | Mark Webber          | 10    |
| 13  | Jarno Trulli         | 8     |
| 14  | Sebastian Vettel     | 6     |
| 15  | Jenson Button        | 6     |
| 16  | Ralf Schumacher      | 5     |
| 17  | Takuma Satō          | 4     |
| 18  | Vitantonio Liuzzi    | 3     |
| 19  | Adrian Sutil         | 1     |

### Costruttori
| Pos | Team               | Punti |
| --- | ------------------ | ----- |
| 1   | Ferrari            | 204   |
| 2   | BMW Sauber         | 101   |
| 3   | Renault            | 51    |
| 4   | Williams-Toyota    | 33    |
| 5   | Red Bull-Renault   | 24    |
| 6   | Toyota             | 13    |
| 7   | Toro Rosso-Ferrari | 8     |
| 8   | Honda              | 6     |
| 9   | Super Aguri-Honda  | 4     |
| 10  | Spyker-Ferrari     | 1     |